# Утценайх
Утценайх (нем. Utzenaich) — община в Австрии, в федеральной земле Верхняя Австрия. 
Входит в состав округа Рид-им-Иннкрайс.  Население составляет 1572 человека (на 31 декабря 2005 года). Занимает площадь 20 км². Официальный код  —  41233.

## Политическая ситуация
Бургомистр общины — Карл Эвальнер (АНП) по результатам выборов 2003 года.
Совет представителей общины (нем. Gemeinderat) состоит из 19 мест.
- АНП занимает 11 мест.
- СДПА занимает 5 мест.
- АПС занимает 3 места.